# Sylvie Tolmont
Sylvie Tolmont (nascida em 9 de outubro de 1962) é uma política francesa do Partido Socialista, que é membro da Assembleia Nacional pelo 4º círculo eleitoral de Sarthe desde 2012.
Em 9 de março de 2020, durante a pandemia de COVID-19, ela testou positivo para o vírus.